# Drávaszabolcs
Drávaszabolcs – wieś i gmina w południowej części Węgier, w pobliżu miasta Siklós, niedaleko granicy chorwackiej.
Administracyjnie Drávaszabolcs należy do powiatu Siklós, wchodzącego w skład komitatu Baranya i jest jedną z 53 gmin tego powiatu.